# Тайгинский леспромхоз
Тайги́нский леспромхо́з — посёлок в Гурьевском районе Кемеровской области. Входит в состав Урского сельского поселения.

## История
В посёлке были школа, детский сад, почтовое отделение, клуб, библиотека, магазин.

## География
Посёлок расположен в северо-западной части Гурьевского района на реке Лебедиха, недалеко от границы Кемеровской и Новосибирской областей.
Центральная часть населённого пункта расположена на высоте 338 метров над уровнем моря.
В посёлке 3 улицы — Мира, Набережная и Советская, а также 2 переулка — Нагорный и Школьный.

## Инфраструктура
Основная часть трудоспособного населения занята на лесозаготовках.

## Транспорт
Ходит автобус из Гурьевска.

## Население
По данным Всероссийской переписи населения 2010 года, в посёлке Тайгинский леспромхоз проживает 176 человек (82 мужчины, 94 женщины).